# Α/β протеини

α/β протеини су класа структурних домена у којима је секундарна структура састављена од наизменичних алфа хеликса и бета ланаца. Бета ланци су зато паралелни. 
Чести примери су превој флаводоксина, ТИМ буре и рибонуклеински инхибитор.